# Möbelfabrik (Werbach)
Möbelfabrik ist eine ehemalige Fabrik zur Herstellung von Möbeln sowie ein aufgegangener Wohnplatz auf der Gemarkung des Werbacher Ortsteils Gamburg im Main-Tauber-Kreis im Nordosten Baden-Württembergs.

## Geographie
In unmittelbarer Nähe des Wohnplatzes Möbelfabrik befindet sich der Wohnplatz Bahnstation Gamburg mit dem Bahnhof Gamburg.

## Geschichte
Die für den Wohnplatz namensgebende Möbelfabrik Oetzel wurde im Jahre 1936 gegründet.
Die nach wie vor genutzten Häuser der ehemaligen Möbelfabrik werden mittlerweile nicht mehr als eigenständiger Wohnplatz geführt und gelten als im angrenzenden Ort aufgegangen.
Heute befindet sich im ehemaligen Fabrikgebäude die Firma Aquatrend Handels GmbH, die unter anderem Außenwhirlpools, Dampfduschen, Infrarotkabinen, Saunen, Whirlpools, Badmöbel, Sanitärartikel und Pelletöfen herstellt beziehungsweise vertreibt.
Der Wohnplatz kam als Teil der ehemals selbstständigen Gemeinde Gamburg am 1. Januar 1975 zur Gemeinde Werbach.

## Kultur und Sehenswürdigkeiten
Kulturdenkmale des Wohnplatzes Möbelfabrik sind in der Liste der Kulturdenkmale in Gamburg aufgeführt.

## Verkehr
Der Wohnplatz Möbelfabrik ist über die L 506 zu erreichen. Am Wohnplatz befindet sich die Fabrikstraße.